# مستقبل حمض الريتينويك
مستقبل حمض الريتينويك (بالإنجليزية: Retinoic acid receptor)‏ هو مستقبل نووي يقوم بدور عامل نسخ يقوم بتفعيل حمض الرتينويك.

## الأنواع
توجد 3 أنواع من مستقبلات حمض الريتينويك، وهي:
- مستقبل حمض الريتينويك ألفا، مشفر بالمورثة RARA.[3]
- مستقبل حمض الريتينويك بيتا، مشفر بالمورثة RARB.[4]
- مستقبل حمض الريتينويك غاما، مشفر بالمورثة RARG.[5]